# Komparativ politik
Komparativ politik eller jämförande politik är en disciplin inom statsvetenskapen som jämför styrelseskick, institutioner, politiska processer. Inom den komparativa politiken kan man både analysera hela system med varandra (till exempel olika länders politiska system), men även hur ett systems olika delar förhåller sig till varandra (till exempel relationen mellan regering, parlament och offentlig förvaltning).

## Forskningshistorik
Politiska jämförelser har gjorts lika länge som forskning har bedrivits om politik. Ett tidigt exempel är Aristoteles där han i Politiken och Nikomakiska etiken bland annat beskrev hur den athenska demokratin fungerade, men även redogjorde för andra politiska system. Under 1800-talet och det tidiga 1900-talet användes benämningen vanligen om beskrivningar av hur andra länders statsskick eller politik fungerade. Ett exempel som användes för att bygga upp en demokratisk teori är Alexis de Tocquevilles bok Om demokratin i Amerika (1830-35).